# Афонино (Владимирская область)
Афонино — деревня Судогодского района Владимирской области России, входит в состав Муромцевского сельского поселения.

## География
Деревня расположена на берегу речки Войнинга в 5 км на юго-запад от райцентра города Судогда. 

## История
В XIX — первой четверти XX века деревня входила в состав Бережковской волости Судогодского уезда, с 1926 года — в составе Судогодской волости Владимирского уезда. В 1859 году в деревне числилось 32 дворов, в 1905 году — 36 дворов, в 1926 году — 50 дворов.
С 1929 года деревня являлась центром Афонинского сельсовета Судогодского района, с 1954 года — в составе Судогодского сельсовета, с 1979 года — в составе Беговского сельсовета, с 2005 года — в составе Муромцевского сельского поселения.

## Население
| 1859 | 1905 | 1926 |
| ---- | ---- | ---- |
| 219  | 398  | 276  |

| 1859 | 1905 | 1926 | 1959 | 1970 | 1979 | 1983 |
| ---- | ---- | ---- | ---- | ---- | ---- | ---- |
| 219  | ↗398 | ↘276 | ↘188 | ↘137 | ↘84  | ↘71  |
| 2002 | 2010 | 2021 |      |      |      |      |
| ↘17  | ↗31  | ↘30  |      |      |      |      |